# واکاروسا (کانزاس)
واکاروسا (به انگلیسی: Wakarusa) شهری در ایالت کانزاس کشور ایالات متحده آمریکا است که جمعیت آن در سرشماری سال ۲۰۱۰ میلادی، ۲۶۰ نفر بوده‌است.